# Pseudotrisomie-13-Syndrom
Das Pseudotrisomie 13-Syndrom ist eine sehr seltene, angeborene Erkrankung ohne Chromosomenaberration mit den Hauptmerkmalen Holoprosencephalie, postaxiale (auf Seiten des V. Strahles) Polydaktylie und weiteren Fehlbildungen wie bei einer Trisomie 13.
Synonyme sind: Holoprosenzephalie - postaxiale Polydaktylie-Syndrom; englisch Young-Madders syndrome
Die Namensbezeichnung bezieht sich auf die Autoren der Erstbeschreibung aus dem Jahre 1987 durch die britischen Kinderärzte I. D Young und D. J. Madders.
Der Begriff „Pseudotrisomie 13“ wurde im Jahre 1989 von B. G. Hewitt und Mitarbeitern vorgeschlagen.

## Verbreitung
Häufigkeit und Ursache sind nicht bekannt, die Vererbung erfolgt autosomal-rezessiv.

## Klinische Erscheinungen
Klinische Kriterien sind:
- Manifestation als Neugeborenes oder bereits vorgeburtlich
- Holoprosenzephalie
- ausgeprägte Gesichtsdysmorphie wie Hypotelorismus, Mikrophthalmie oder Anophthalmie, Lippen-Kiefer-Gaumenspalte
- postaxiale Polydaktylie
- häufig angeborene Herzfehler

## Diagnose
Eine pränatale Diagnostik durch Feinultraschall ist möglich.

## Heilungsaussicht
Die Prognose ist ungünstig.